# Qasr al-Hosn
Qasr al-Hosn (en árabe: قصر الحصن) es un fuerte y el edificio de piedra más antiguo de la ciudad de Abu Dabi, la capital de los Emiratos Árabes Unidos. Fue diseñado por Mohammed Al Bastaki y construido en 1761. En la actualidad es parte de la Asociación Cultural de Abu Dabi.

## Historia

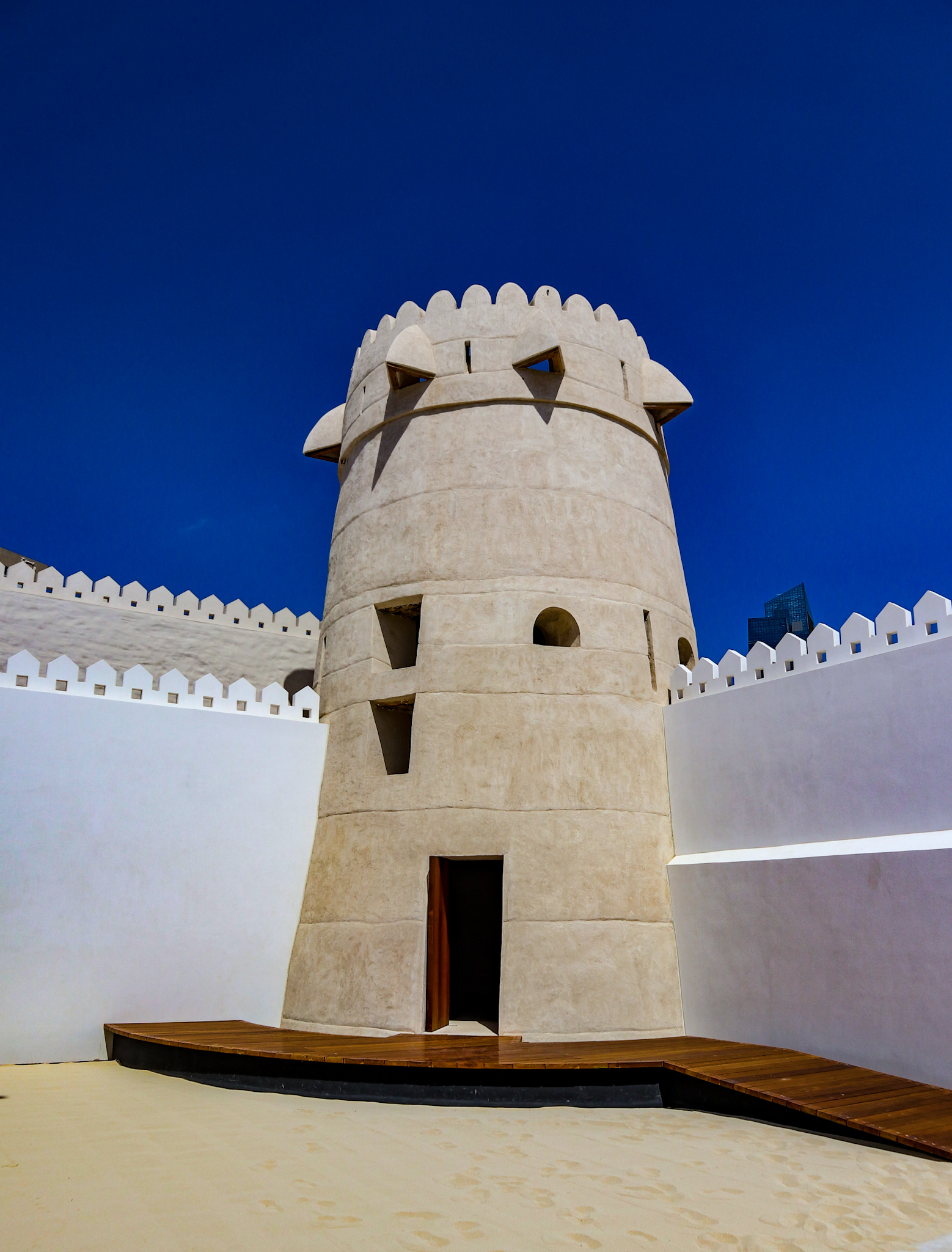
Una de las torres vigías del fuerte.

Qasr al-Hosn, también conocido como el Fuerte Blanco o Fuerte Viejo, fue construido en 1761 como una torre de vigilancia para vigilar las crecientes rutas marítimas del área y defender el único pozo de agua dulce en la isla de Abu Dabi. La estructura fue ampliada más tarde hasta alcanzar el tamaño de un pequeño fuerte en 1793 por el entonces gobernante, Shakhbut bin Dhiyab Al Nahyan, y se convirtió en la residencia permanente del jeque. La torre tomó su forma actual después de una importante ampliación a finales de la década de 1930, con la ayuda de los ingresos recibidos por la concesión de la primera licencia petrolera en la capital. Continuó siendo el palacio del emir (de ahí el nombre Qasr al-Hosn, que significa «fortaleza del palacio») y sede del gobierno hasta 1966. Posteriormente, durante unas renovaciones realizadas entre 1976-1983, y pese a que no era su color original, la fortaleza fue pintada de blanco.

## Uso actual
En la actualidad, se encuentra accesible de forma parcial al público. Qasr al-Hosn es objeto de una extensa investigación histórica, arqueológica y arquitectónica; de este modo, el fuerte alberga desde 2018 un museo que exhibe artefactos y fotografías que relacionados con la historia del país. También cuenta con una variedad de armas usadas en la región en exhibición.

## Festival Qasr al-Hosn
De forma anual se lleva a cabo un festival cultural de 11 días de duración en los terrenos del fuerte. El fuerte está abierto al público durante la celebración, incluyendo algunas de las áreas restringidas, y presenta espectáculos de danza y música en vivo que muestran el patrimonio cultural de los Emiratos Árabes Unidos.